# Persone di nome Luciano/Politici
| Questa pagina contiene informazioni ricavate automaticamente dalle voci biografiche con l'ausilio del template Bio e di un bot. L'aggiornamento è periodico e automatico e ricostruisce completamente la pagina. Se manca una persona in questa lista, sei pregato di non aggiungerla, ma accertati piuttosto che la sua voce biografica contenga il template Bio e che i dati anagrafici siano correttamente compilati. Se il template Bio manca, inseriscilo tu stesso o, in alternativa, metti l'avviso {{tmp\|Bio}} che ne segnala la mancanza. Se i dati riportati sono sbagliati, correggi direttamente la voce biografica; le modifiche saranno visibili in questa lista entro pochi giorni. Per chiarimenti vedi il progetto antroponimi. La lista contiene solo le 53 persone che sono citate nell'enciclopedia e per le quali è stato implementato correttamente il template Bio. Pagina aggiornata al 23 feb 2025. |

Questa è una lista di persone presenti nell'enciclopedia che hanno il nome Luciano e sono politici.

## A(2)
- Luciano Agostini, politico italiano (Rotella, n. 1958)
- Luciano Azzolini, politico italiano (Ala, n. 1949)

## B(4)
- Luciano Banchi, politico e archivista italiano (Radicofani, n. 1837 - Siena, † 1887)
- Luciano Bausi, politico e avvocato italiano (Firenze, n. 1921 - Firenze, † 1995)
- Luciano Bonaparte, politico e nobile francese (Ajaccio, n. 1775 - Viterbo, † 1840)
- Luciano Bronzi, politico italiano (Varese, n. 1931 - Varese, † 2021)

## C(7)
- Luciano Bivar, politico e imprenditore brasiliano (Recife, n. 1944)
- Luciano Cadeddu, politico italiano (Uras, n. 1975)
- Luciano Cagnin, politico italiano (Piombino Dese, n. 1947)
- Luciano Cantone, politico italiano (Catania, n. 1987)
- Luciano Cillis, politico italiano (Potenza, n. 1981)
- Luciano Ciocchetti, politico italiano (Roma, n. 1958)
- Luciano Costantini, politico italiano (Narni, n. 1951)

## D(7)
- Luciano D'Alfonso, politico italiano (Lettomanoppello, n. 1965)
- Luciano D'Ulizia, politico italiano (Terni, n. 1945)
- Luciano Dal Falco, politico e partigiano italiano (Verona, n. 1925 - Roma, † 1992)
- Luciano De Pascalis, politico italiano (Pola, n. 1923 - Pavia, † 1994)
- Luciano Del Gallo di Roccagiovine, politico italiano (Roma, n. 1853 - Roma, † 1917)
- Luciano Delbianco, politico e economista croato (Pola, n. 1954 - Zagabria, † 2014)
- Luciano Dussin, politico italiano (Castelfranco Veneto, n. 1959)

## F(4)
- Luciano Falcier, politico italiano (Fossalta di Piave, n. 1945)
- Luciano Fantoni, politico italiano (Gemona del Friuli, n. 1881 - Gemona del Friuli, † 1967)
- Luciano Faraguti, politico italiano (La Spezia, n. 1937 - Genova, † 2018)
- Luciano Forni, politico italiano (Asso, n. 1935 - San Fermo della Battaglia, † 2020)

## G(7)
- Luciano Garatti, politico italiano (Pian d'Artogne, n. 1951)
- Luciano Gasperini, politico italiano (Lonigo, n. 1935)
- Luciano Gelpi, politico e sindacalista italiano (Bonate Sopra, n. 1945)
- Luciano Giorgi, politico italiano (Roccastrada, n. 1940)
- Luciano Granzotto Basso, politico italiano (Feltre, n. 1884 - Roma, † 1967)
- Luciano Gruppi, politico, scrittore e filosofo italiano (Torino, n. 1920 - Albano Laziale, † 2003)
- Luciano Guerzoni, politico italiano (Modena, n. 1935 - Modena, † 2017)

## J(1)
- Luciano Jona, politico italiano (Chieri, n. 1897 - Torino, † 1979)

## L(1)
- Luciano Lenti, politico e partigiano italiano (Alessandria, n. 1924 - Valenza, † 2007)

## M(5)
- Luciano Magnalbò, politico italiano (Macerata, n. 1943)
- Luciano Manzi, politico e partigiano italiano (Asti, n. 1924 - Collegno, † 2014)
- Luciano Mencaraglia, politico italiano (Seravezza, n. 1915 - Siena, † 2002)
- Luciano Miori, politico italiano (Rovereto, n. 1895 - † 1975)
- Luciano Modica, politico e matematico italiano (Catania, n. 1950 - Pisa, † 2021)

## N(1)
- Luciano Nobili, politico italiano (Roma, n. 1977)

## P(4)
- Luciano Pallini, politico italiano (Pistoia, n. 1947)
- Luciano Paolicchi, politico italiano (Pisa, n. 1925 - Roma, † 2019)
- Luciano Pettinari, politico italiano (Milano, n. 1950)
- Luciano Pizzetti, politico italiano (Cremona, n. 1959)

## R(5)
- Luciano Radi, politico italiano (Foligno, n. 1922 - Foligno, † 2014)
- Luciano Rebulla, politico italiano (Monfalcone, n. 1949)
- Luciano Righi, politico italiano (Castelgomberto, n. 1938)
- Luciano Romagnoli, politico, partigiano e sindacalista italiano (Argenta, n. 1924 - Roma, † 1966)
- Luciano Rossi, politico italiano (Foligno, n. 1953)

## S(2)
- Luciano Sardelli, politico italiano (San Vito dei Normanni, n. 1955)
- Luciano Fabio Stirati, politico italiano (Gubbio, n. 1922 - Gubbio, † 2020)

## U(1)
- Luciano Uras, politico italiano (Iglesias, n. 1954)

## V(2)
- Luciano Valentini, politico italiano (Canino, n. 1864 - Castiglione del Lago, † 1927)
- Luciano Vecchi, politico italiano (Roma, n. 1961)